# Via Expressa Baía de Todos os Santos
A Via Expressa Baía de Todos os Santos é uma via expressa da cidade de Salvador, no estado brasileiro da Bahia, que liga a BR-324 ao Porto de Salvador, solucionando os problemas de trânsito da região, e ao mesmo tempo, servindo como logística ao Porto.
Nos 4,3 quilômetros de trajeto, possui dez faixas (sendo seis para tráfego urbano e quatro exclusiva para veícuos de carga), três túneis, 14 elevados, ciclovia com 3 metros de largura, 35 metros quadrados de passeios e 4 passarelas, ligando mais de 10 bairros,  beneficiando 1,5 milhão da população local.
A Via foi inaugurada em 1.º de novembro de 2013, após quatro anos de obras.

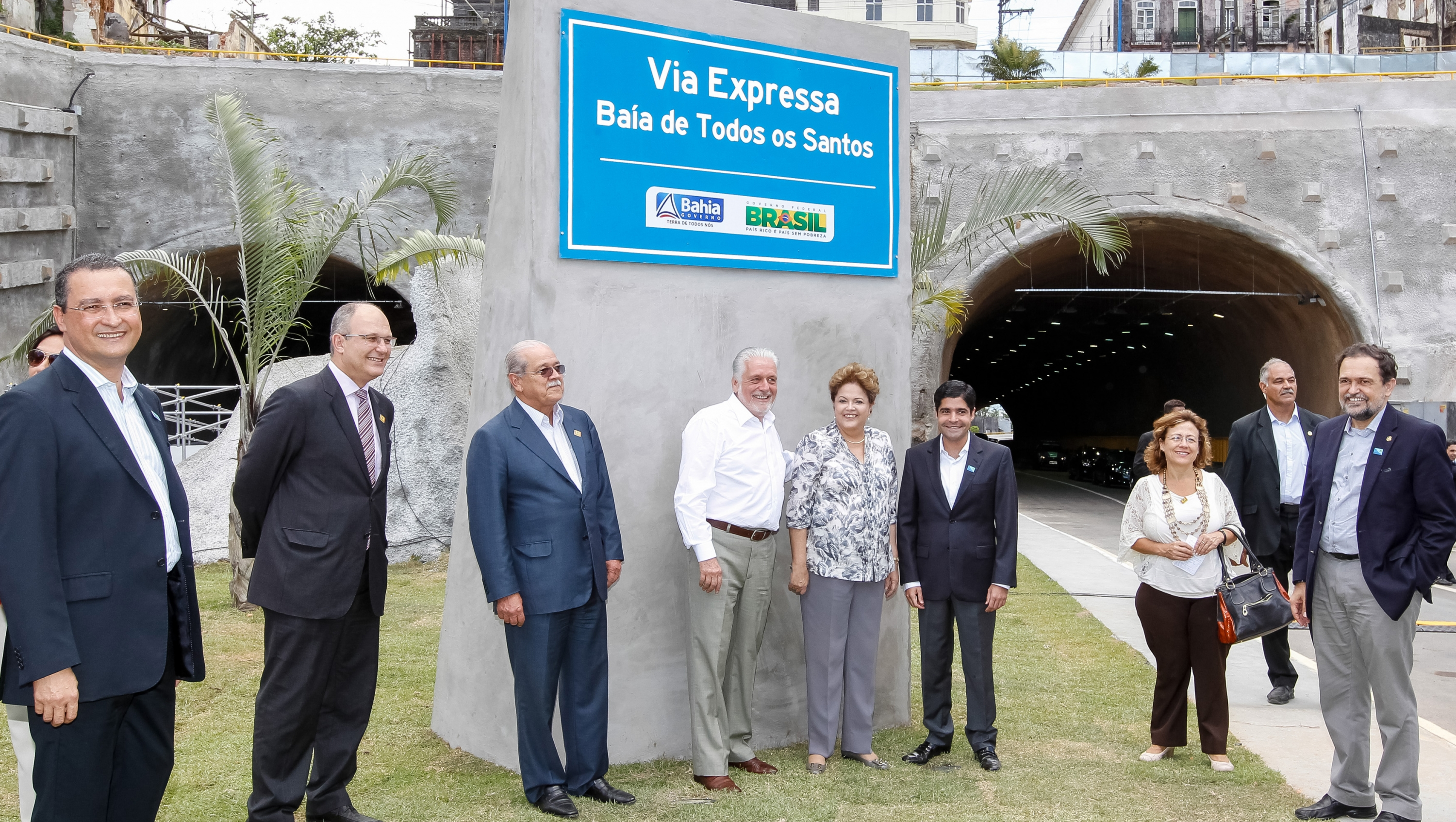
Autoridades governamentais na inauguração da Via Expressa.